# Северин Моравський
Северин Титус Моравський (інколи Моравський-Домброва; пол. Seweryn Tytus Morawski herbu Dąbrowa; 2 січня 1819, Сільце, Підгаєцький повіт, Королівство Галичини та Володимирії — 2 травня 1900, Львів) — львівський латинський архієпископ. Доктор гоноріс кауза: теології — Ягеллонського університету 1887 року, права — Львівського у 1892 році.

## Життєпис
Народився в сім'ї шляхтичів (зем'ян) гербу Домброва. Батько — Пйотр Целестин Моравський, матір — Вінцента Анастасія Держикрай-Моравська гербу Наленч. Спочатку навчався вдома; потім у Бучачі (у василіян), Бережанах (1829—1831 роки), гімназії єзуїтів Тернополя (1832—1834), останнє півріччя в Академічній гімназії у Львові, де отримав атестат зрілости. В 1834—1836 роках навчався на відділі філології Львівського університету; через смерть батька та свою хворобу перервав студії, повернувся додому, де допомагав матері. У грудні 1837 року записався на факультет права Львівського університету, який закінчив 1841 року.
В 1841—1849 роках працював урядником скарбової прокураторії губернаторства у Львові. Цього часу склав 3 іспити (пол. rygoroza) для отримання ступеня доктора права, 4-го не складав, бо 1849 вступив до Львівської духовної семінарії. В березні 1848 вступив до лав Гвардії Народової, служив до листопада 1848. 23 червня («Gazeta Lwowska»), 29 червня 1848 («Газета народова») надрукував статті щодо захисту єзуїтів, покараних цього року баніцією в Галичині. Потім організував петицію львів'ян-католиків до цісаря в цій справі, через що декрет баніції був відхилений.
В 1849—1852 вивчав теологію у Львівському університеті, 31 серпня 1851 отримав свячення. Вікарій: у Городку Галицькому 1852—1853 роки, при архикатедрі Львова 1853—1855. В 1855 році став канцлером митрополичої консисторії. 30 вересня 1862 отримав шляхетську канонію «пол. fundi Głowiński» Львівської капітули РКЦ. У 1867 році Папа Пій IX надав звання папського шамбеляна (камергера), в 1870 з номінації цісаря став пралатом-схоластиком, 1872 — з номінації Папи деканом-інфула(я)том Львівської капітули РКЦ. У 1867—1875 парох (пробощ) архикатедральної парафії РКЦ, декан міста (Львів). Папа Пій ІХ в 1877 надав звання домового пралата.
Громадська діяльність: 1854—1855 — радник Товариства дому доброчинности, президент Товариства католицької челяді, Львів; 1863—1881 — член, заступник президента Закладу пол. Ociemniałych та Інституту убогих; 1862—1888 — директор Львівського міського товариства святого Вінцентія Пауло.
13 травня 1881 призначений єпископом-помічником Львівської архидієцезії з титулярним престолом Трапезополіса (Trapezopolis). Єпископ-помічник Львівський. Особисто ні разу не візитував Львівської архидієцезії. Капітульний вікарій після смерти архієпископа Францішека Ксаверія Вежхлейського (18 квітня 1884), 15 лютого 1885 отримав цісарське призначення на посаду львівського архієпископа. 17 травня 1885 була інтронізація в катедрі міста.
Початково підтримував діяльність ксьондза Станіслава Стояловського; потім під впливом тарнівського єпископа Іґнація Лобоса зайняв консервативну позицію, позбавив його парафії в Куликові. Підтримував розвиток католицької преси («Gazeta Kościelna», з 1893 року). У грудні 1893 року підписав пастирський лист, скерований проти читання польськомовних «Wieńca», «Pszczółkі», «Przyjaciela Ludu», соціалістичного «Naprzodu».
Планував поділ Львівської архидієцезії на 3 вікаріяти: Львівський, Тернопільський, Чернівецький. Для уникнення зменшення числа поляків сприяв розбудові латинських «пляцувок душпастирських», яких створив 108.
Був похований у крипті костелу семінарії РКЦ у Львові.
Кавалер Ордену Залізної корони 1-го класу.

## Автор
- багатьох статей у виданні «Tygodnik Katolick» (1861—1865)
- «Akty synodu prowincjalnego lwowskiego w roku 1564 odbytego». — Lw., 1860.
- «Małe Seminarium we Lwowie». — Tarnopol, 1864: Tow. Duchowieństwa Katolickiego. Т. 1.
- «Historische Skizze über die Dotation des ruthenischen Klerus in Galizien». — Львів, 1861; німецькою — Відень, 1861.